# FAME
FAME (ang. Fatty Acid Methyl Esters) – estry metylowe kwasów tłuszczowych zarówno roślinnych, jak i zwierzęcych, estry pozyskiwane z oleju rzepakowego są określane jako RME (Rapeseed Methyl Esters), można ponadto wyróżnić estry pozyskiwane z olejów: słonecznikowego (SFME Sun Flower Methyl Esters), czy sojowego (SME Soybean Methyl Ester) oraz wiele innych.
Otrzymywane są w reakcji katalitycznej estryfikacji (transestryfikacji) metanolem tłuszczów zawartych w olejach roślinnych (np. w oleju rzepakowym). FAME są stosowane jako biokomponenty w oleju napędowym (ON) lub jako samodzielne paliwo (tzw. biodiesel).

Zapis reakcji produkcji FAME